# Кюльоли, Антуан
Антуа́н Кюльоли́ (фр. Antoine Culioli; 4 сентября 1924 — 9 февраля 2018) — французский лингвист, профессор, почётный доктор многих университетов, один из наиболее известных лингвистов-теоретиков второй половины XX века во Франции. Автор трудов по английскому и французскому языкам и общей теории языка; вёл активную научно-организационную деятельность.

## Биография
Родился в Марселе (в семье корсиканцев). Окончил Высшую нормальную школу (1945), стажировался в Дублине и в Лондоне; в начале своей научной карьеры специализировался по английской филологии, преподавал английский язык в Сорбонне, в университете Нанси и др. В 1960 году защитил одновременно две диссертации: «К изучению сослагательного наклонения и сочинительной связи в среднеанглийском языке» и «Драйден, переводчик Чосера и Боккаччо». Состоял членом Французской коммунистической партии, которую покинул в 1968 году после чехословацких событий. Преподавал в Высшей нормальной школе и в VII Парижском университете, одним из основателей которого был (в 1970 году им были созданы Отделение лингвистических исследований и Лаборатория формальной лингвистики этого университета, а также Институт им. Карла V, крупнейший центр по изучению английского языка во Франции). Был, кроме того, основателем и председателем (1965—1975) Международной ассоциации по прикладной лингвистике и ряда других организаций. Оказал (как лично, так и через многочисленных учеников из Франции и других стран) сильнейшее влияние на интеллектуальную атмосферу французской лингвистики второй половины XX в.

## Вклад в науку
Приблизительно с конца 1960-х годов Кюльоли постепенно создаёт собственную теорию языка, получившую название «лингвистика высказывания» (фр. linguistique énonciative, или d’énonciation); используется также название «формальная лингвистика» (фр. linguistique formelle), но оно несколько менее распространено. В целом эта теория является глубоко оригинальной и противостоит как традиционной, так и структурной и генеративной лингвистике; вместе с тем, обычно отмечается близость некоторых положений теории Кюльоли к взглядам Э. Бенвениста и особенно Г. Гийома, а также к различным логико-философским течениям XX в. Прослеживается также определённое сходство теории Кюльоли (как, впрочем, и взглядов Г. Гийома) с некоторыми идеями современной когнитивной лингвистики.
Теория Кюльоли имеет достаточно эзотерический характер и трудна для восприятия. Сам Кюльоли предпочитал формулировать свои теоретические взгляды в разрозненных статьях по частным вопросам, в лекциях, устных беседах и в интервью (часть из которых были изданы); кроме того, на протяжении нескольких десятилетий эти взгляды менялись. Наиболее существенными в его теории считаются следующие положения: языковые единицы являются «следами» ментальных «операций» (поэтому формально различные единицы в языке различаются и семантически, полной синонимии не существует); за каждым языком стоит собственная сеть «культурно-физических свойств» (поэтому теория Кюльоли, охотно используя факты самых разных языков, скептически относится к современным исследованиям по лингвистической типологии, считая, что естественные языки в целом несопоставимы или плохо сопоставимы между собой). Значение языковых единиц подлежит экспликации на особом метаязыке, использующем систему сложных абстрактных понятий (в центре этой системы находится понятие абстрактной локализации, фр. repérage), строгого определения которым в работах Кюльоли не давалось, а примеры использования которых отчасти противоречивы. Наиболее интересные результаты этой теорией получены при исследовании категорий детерминации и дейксиса, семантики служебных слов и многозначных лексических единиц.
По мнению сторонников теории Кюльоли, она сочетает методологическую гибкость и интеллектуальную независимость с достижениями современной логики и философии и позволяет единообразно описывать факты различных языков, не унифицируя их. По мнению критиков его теории, она обладает «закрытым» характером (частично напоминая секту), её исходные положения противоречивы или не определены, и описания фактов языка в рамках этой теории не обладают достаточной объяснительной силой.
Тем не менее, несмотря на критику, Кюльоли был одним из самых влиятельных (как в чисто интеллектуальном, так и в научно-организационном плане) лингвистов современной Франции. Его последователи работают в области романистики, германистики, славистики (в том числе русистики), востоковедения, африканистики и др.; немало их и среди французских лингвистов-теоретиков младшего поколения. За пределами Франции теория Кюльоли почти не известна, хотя некоторые его работы переводились на английский язык; имеются публикации о Кюльоли и на русском (включая перевод одной его статьи).

## Основные публикации
- A. Culioli. Pour une linguistique de l'énonciation. P.: Ophrys, 1991, t. 1: Opérations et représentations; 1999, t. 2: Formalisation et opérations de repérage; 1999, t.3: Domaine notionnel.
- A. Culioli. Entretiens sur la linguistique. P.: Klincksieck, 2002.